# Tiemannit
Tiemannit (auch Selenquecksilber) ist ein relativ selten vorkommendes Mineral aus der Mineralklasse der „Sulfide und Sulfosalze“ mit der chemischen Zusammensetzung HgSe und damit chemisch gesehen Quecksilberselenid.
Tiemannit kristallisiert im kubischen Kristallsystem, entwickelt allerdings nur selten mit bloßem Auge sichtbare, tetraedrische Kristalle bis etwa 0,5 mm Größe. Meist findet er sich in Form von körnigen bis massig-derben Mineral-Aggregaten. Das Mineral ist in jeder Form undurchsichtig (opak) und zeigt auf den Oberflächen der stahlgrauen bis bräunlich bleigrauen, auf polierten Flächen auch blassgrauen Aggregate einen metallischen Glanz. Im Gegensatz zur Oberflächenfarbe ist die Strichfarbe von Tiemannit nahezu schwarz.

## Etymologie und Geschichte
Als Entdecker von Tiemannit gilt Johann Karl Wilhelm Ferdinand Tiemann, „Hütteneleve auf der Zorge“, der das Mineral 1828 auf einer alten verlassenen Grube bei Zorge/Harz im heutigen Niedersachsen gefunden, irrtümlich aber für gediegen Selen gehalten hatte. Kurz darauf identifizierte der Braunschweiger Mineralogie-Professor Marx das Mineral als Verbindung von Selen und Quecksilber. Erst 1855 führte der Geologe und Kristallograph Carl Friedrich Naumann zu Ehren von Tiemann den Namen Tiemannit ein.
Da der Tiemannit bereits lange vor der Gründung der International Mineralogical Association (IMA) bekannt und als eigenständige Mineralart anerkannt war, wurde dies von ihrer Commission on New Minerals, Nomenclature and Classification (CNMNC) übernommen und bezeichnet den Tiemannit als sogenanntes „grandfathered“ (G) Mineral. Die seit 2021 ebenfalls von der IMA/CNMNC anerkannte Kurzbezeichnung (auch Mineral-Symbol) von Tiemannit lautet „Tmn“.
Ein Aufbewahrungsort für das Typmaterial des Minerals ist nicht dokumentiert.

## Klassifikation
Bereits in der veralteten 8. Auflage der Mineralsystematik nach Strunz gehörte der Tiemannit zur Mineralklasse der „Sulfide und Sulfosalze“ und dort zur Abteilung „Sulfide mit M : S = 1 : 1“, wo er gemeinsam mit Coloradoit, Hawleyit, Metacinnabarit, Sphalerit und Stilleit sowie im Anhang mit Lautit in der „Zinkblende-Reihe“ mit der Systemnummer II/B.01 steht.
In der zuletzt 2018 überarbeiteten Lapis-Systematik nach Stefan Weiß, die formal auf der alten Systematik von Karl Hugo Strunz in der 8. Auflage basiert, erhielt das Mineral die System- und Mineralnummer II/C.01-050. Dies entspricht ebenfalls der Abteilung „Sulfide mit dem Stoffmengenverhältnis Metall : S,Se,Te ≈ 1 : 1“, wo Tiemannit zusammen mit Browneit, Coloradoit, Hawleyit, Ishiharait, Metacinnabarit, Polhemusit, Rudashevskyit, Sphalerit und Stilleit die „Sphaleritgruppe“ mit der Systemnummer II/C.01 bildet.
Auch die von der International Mineralogical Association (IMA) zuletzt 2009 aktualisierte 9. Auflage der Strunz’schen Mineralsystematik ordnet den Tiemannit in die Abteilung „Metallsulfide, M : S = 1 : 1 (und ähnliche)“ ein. Diese ist allerdings weiter unterteilt nach den in der Verbindung vorherrschenden Metallen. Das Mineral ist hier entsprechend seiner Zusammensetzung in der Unterabteilung „mit Zink (Zn), Eisen (Fe), Kupfer (Cu), Silber (Ag) usw.“ zu finden, wo es zusammen mit Coloradoit, Hawleyit, Metacinnabarit, Rudashevskyit, Sphalerit und Stilleit die „Sphaleritgruppe“ mit der Systemnummer 2.CB.05a bildet.
In der vorwiegend im englischen Sprachraum gebräuchlichen Systematik der Minerale nach Dana hat Tiemannit die System- und Mineralnummer 02.08.02.04. Das entspricht ebenfalls der Klasse der „Sulfide und Sulfosalze“ und dort der Abteilung „Sulfidminerale“. Hier findet er sich innerhalb der Unterabteilung „Sulfide – einschließlich Seleniden und Telluriden – mit der Zusammensetzung AmBnXp, mit (m+n) : p = 1 : 1“ in der „Sphaleritgruppe (Isometrisch: F43m)“, in der auch Sphalerit, Stilleit, Metacinnabarit, Coloradoit, Hawleyit und Rudashevskyit eingeordnet sind.

## Chemismus
In der idealen, stoffreinen Zusammensetzung von Tiemannit (HgSe) besteht das Mineral aus Quecksilber und Selen im Stoffmengenverhältnis von 1 :1. Dies entspricht einem Massenanteil (Gewichtsprozent) von 71,75 Gew.-% Hg und 28,25 Gew.-% Se.
Bei natürlichen Tiemanniten weichen diese Werte im Regelfall ab. So wurde in chemisch ähnlichen Mineralproben aus Utah in den USA eine Zusammensetzung von 69,84 Gew.-% Hg und 29,19 Gew.-% Se sowie geringe Beimengungen von 0,34 Gew.-% Cadmium (Cd), 0,37 Gew.-% Schwefel (S) und 0,06 Gew.-% nicht weiter aufgelöste Beimengungen gemessen. Andere Mineralproben von Hope’s Nose in England wiesen eine fast reine Zusammensetzung von 70,4 Gew.-% Hg und 28,9 Gew.-% Se bei einer formelfremden Beimengung von 0,1 Gew.-% Kupfer (Cu) auf.

## Kristallstruktur
Tiemannit kristallisiert im kubischen Kristallsystem in der Raumgruppe F43m (Raumgruppen-Nr. 216) mit dem Gitterparameter a = 6,08 Å (synthetisch: 6,085 Å) sowie vier Formeleinheiten pro Elementarzelle.

## Eigenschaften

### Morphologie
Diese Kristalle stellen Kombinationen aus dem positiven Tetraeder {111} (typischerweise matte Kristallflächen) und dem negativen Tetraeder {111} (typischerweise glänzende Kristallflächen) dar, die eine charakteristische Streifung parallel [110] aufweisen können.

### Physikalische und chemische Eigenschaften
Im reflektierten Licht (Anschliff) ist Tiemannit lichtgrau mit zart bräunlichem Stich und zeigt ein mäßig hohes Reflexionsverhalten (in Luft). In Öl ist das Reflexionsverhalten stark herabgesetzt; die Farbe ändert sich deutlich nach braun. Innenreflexe fehlen. Das Mineral ist diamagnetisch und ein guter elektrischer Leiter. Tiemannit ist nicht radioaktiv, wird aber häufig von radioaktiven Mineralen wie z. B. Uraninit (Pechblende) begleitet.
Tiemannit ist in Säuren unlöslich und löst sich nur in Königswasser.

## Modifikationen und Varietäten

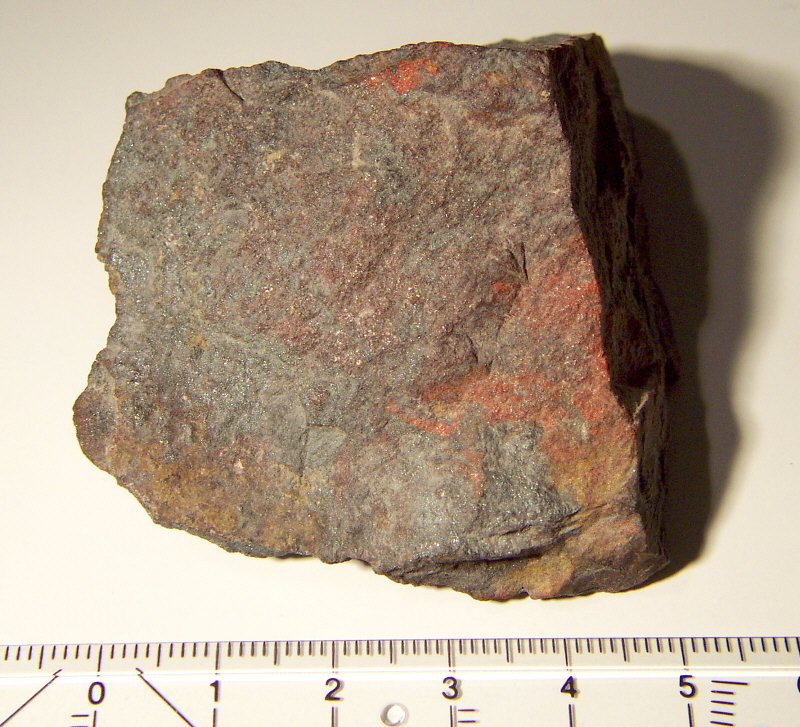
Lerbachit

Die Varietät Lerbachit (auch Selenquecksilberbleiglanz), typlokal nach dem Osteroder Ortsteil Lerbach im Harz benannt, besteht aus einem Gemenge von Clausthalit und Tiemannit. Die Varietät Zorgit, typlokal nach Zorge im Harz benannt, besteht aus einem Gemenge von Clausthalit, Umangit und etwas Tiemannit. Dieses Gemenge wurde auch Raphanosmit, Glasbachit, Selenbleispat oder Selenkupferbleiglanz genannt. Culebrit, benannt nach Culebras in Mexiko, bezeichnet wiederum ein Gemenge aus Tiemannit und Sphalerit.

## Bildung und Fundorte
Tiemannit bildet sich hydrothermal und findet sich vor allem auf hydrothermalen Selenerzgängen. Begleitminerale sind andere Selenide wie Clausthalit, Eukairit, Naumannit, Klockmannit und Umangit, Sulfide wie Metacinnabarit, Galenit und Sphalerit, sowie Baryt, Calcit und Uraninit.
Die weltweit besten, maximal 3 mm großen, von Quarz, Baryt und Manganoxiden begleiteten Kristalle lieferte ein gangförmiges Vorkommen in Kalksteinen im Marysvale District, Piute Co., Utah, USA. Derbe Erze aus diesem Vorkommen erreichten dort stellenweise Mächtigkeiten von über einem Meter. Reiche Stufen kamen von der Doctor Mine, Mun. Cadereyta, Querétaro, Mexiko und aus der Silberlagerstätte Virgen de Surumi (Pacajake Mine) bei Colquechaca, Potosí Department, Bolivien.
Als Typlokalität gilt die Grube St. Lorenz, Burgstätter Gangzug, Clausthal-Zellerfeld, Harz. Weitere Fundorte in Deutschland sind die Grube Weintraube bei Lerbach und die Grube Brummerjahn bei Zorge (beide Niedersachsen), der Eskaborner Stollen bei Tilkerode und der Grauwackesteinbruch Rieder (beide Sachsen-Anhalt), Moschellandsberg bei Alsenz-Obermoschel (Rheinland-Pfalz) und der Schacht 366 bei Alberoda (Sachsen).
In Österreich kennt man Tiemannit ausschließlich aus einem kleinen Steinbruch beim Judenbauer, nordwestlich Kirchschlag in der Buckligen Welt. Aus der Schweiz ist mit Nendaz im Val de Nendaz, Kanton Wallis, ebenfalls nur ein Fundort bekannt.
Weiterhin von Hope’s Nose, Torquay, Devon (England), aus Selenmineralisationen in Uraninit-Calcit-Gängen von Předbořice (Kovářov) und Černý Důl (Böhmen) und Petrovice bei Žďár u Blanska (Mähren, alle in Tschechien) sowie aus der Goldlagerstätte Qiongmo, Prov. Shaanxi, China.
Weitere Fundpunkte befinden sich z. B. in Argentinien, Australien, Belgien, Kanada, Polen, Russland, Spanien, dem Vereinigten Königreich (Schottland) und mehreren Bundesstaaten in den USA.

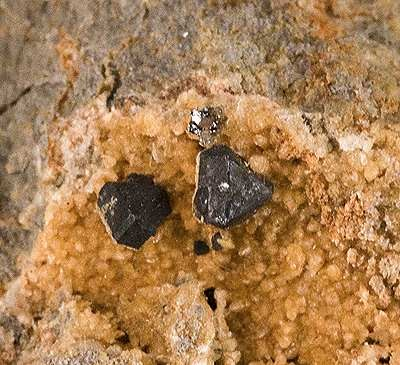
Tiemannit in kleinen, schwarzen modifizierten Tetraedern von Marysvale in Utah, USA – der klassischen Lokalität für Tiemannit-Kristalle
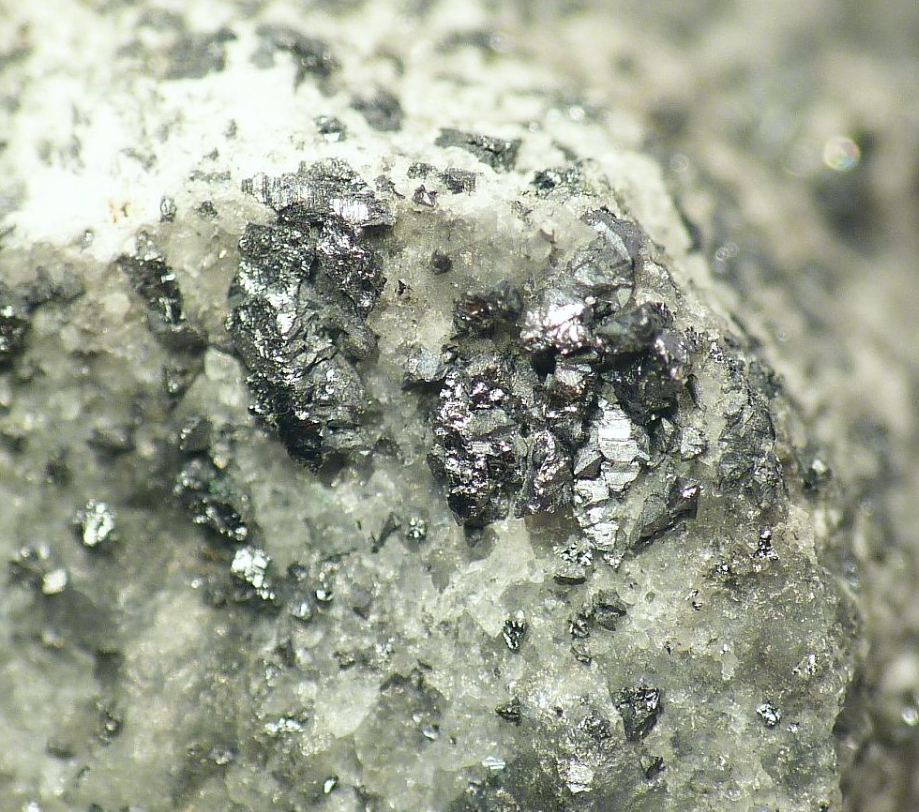
Winzige Tiemannitkristalle mit teilweise gut erkennbaren Tetraederflächen aus der Doctor Mine, Cadereyta de Montes, Queretaro, Mexiko (Sichtfeld 8 mm)

## Verwendung
Tiemannit besteht zwar zu etwa 72 % aus Quecksilber und zu etwa 28 % aus Selen, ist jedoch aufgrund seiner Seltenheit als Rohstoff für diese Elemente technisch unbedeutend.